# (463) Lola
(463) Lola – planetoida z pasa głównego asteroid okrążająca Słońce w ciągu 3 lat i 261 dni w średniej odległości 2,4 j.a. Została odkryta 31 października 1900 roku w Landessternwarte Heidelberg-Königstuhl w Heidelbergu przez Maxa Wolfa. Nazwa planetoidy pochodzi od bohaterki opery Cavalleria rusticana włoskiego kompozytora Pietro Mascagniego. Przed jej nadaniem planetoida nosiła oznaczenie tymczasowe (463) 1900 FS.